# Iedereen is ziek
Iedereen is ziek is de achtste kerstshow van Samson en Gert. De Samson en Gert Kerstshow is een jaarlijkse show die rond de periode van kerst wordt gespeeld en wordt uitgegeven door Studio 100. Deze show was te zien van 19 december 1998 tot 21 februari 1999 in de Koningin Elisabethzaal in Antwerpen. De show werd verzorgd met dans, zang en toneel.

## Verhaal
Deze achtste kerstshow zou volgens Gert weer een gewone kerstshow worden, waarin hij met Samson liedjes zal zingen. Alberto zal tijdens deze show zingen over Mexico, Octaaf zal de show opfleuren met turnoefeningen en de burgemeester en Van Leemhuyzen zullen aan discodansen doen.
Wanneer zij een voor een opkomen op het podium om hun eerste act te doen, onderbreekt Gert hen telkens om hen mede te delen dat zij niet langer kunnen meedoen aan de show. De directeur van de zaal is in hun kleedkamers geweest, en was daar allesbehalve tevreden over: de kleedkamer van Alberto ligt vol snoeppapiertjes, Octaaf heeft met zijn valies een scheur in het behang gemaakt, ... Ieder wordt wandelen gestuurd om zijn kleedkamer te gaan opruimen. Samson en Gert zullen ondertussen de kinderen bezighouden met zingen.
Plots komt Octaaf het podium weer op in een rolstoel met beide benen in het gips. Hij struikelde over twee rollen behangpapier en zal dus - helaas - zijn kleedkamer niet kunnen opruimen. Niet veel later komen ook Van Leemhuyzen en de burgemeerster het podium op; Van Leemhuyzen met een gebroken arm en een letsel aan zijn nek, de burgemeester liggend in een ziekenbed met een gebroken been. Alberto is al even onhandig geweest en heeft een hand en een voet gebroken.
Gert echter beseft dat er iets niet klopt. Hij zorgt voor een list: hij plaatst een grote taart op het podium, en vertelt de anderen dat hij en Samson dringend weg moeten en dat ze zeker 36,5 uur weg zullen blijven. De vrienden doen hun valse gipsverbanden uit, en beginnen van de taart te smullen. Dan keren Gert en Samson terug, en betrappen ze op heterdaad. Gerts vermoeden was juist: niemand had iets gebroken, ze hadden gedaan alsof om zo hun kleedkamer niet te hoeven schoonmaken.
Octaaf, Alberto, de burgemeester en Van Leemhuyzen excuseren zich tegenover Samson en Gert en ze leggen het allen bij. Ze beloven ook alsnog hun kleedkamers te zullen opruimen. Eind goed, al goed!

## Rolverdeling
| Personage             | Acteur              |
| --------------------- | ------------------- |
| Samson                | Danny Verbiest      |
| Gert                  | Gert Verhulst       |
| Burgemeester          | Walter de Donder    |
| Alberto               | Koen Crucke         |
| Octaaf De Bolle       | Walter van de Velde |
| Eugène Van Leemhuyzen | Walter Baele        |
| Jeannine De Bolle     | Ann Petersen        |

## Muziek

### Orkest
De muziek in de show werd verzorgd door de XL-band. De muzikanten van dienst waren Jan Cleymans, Steven Mintjens, Marc Emmermann, Jo Van de Pol, Geert Helsen, Bert Gooris, Carlo Mertens, Peter Kox en Claude De Martelaere.

### Liedjes
De liedjes die door Samson en Gert gezongen werden tijdens deze show, zijn:
- Wij komen naar jou
- Vrede
- Mexico (Alberto)
- Roeien
- Wij willen voetballen
- Amerika
- S.O.S.
- Wakker worden
- Naar het circus
- Medley:
  - De bel doet het niet
  - Als je bang bent
  - Koud
  - Feest in de straat
- Robin Hood
- Joebadoebadoe
- Vrolijke vrienden
- 't Is afgelopen:
  - Piraten-potpourri
  - Samen op de moto
  - Spaghetti
  - Ochtendgymnastiek
  - Samsonrock

## Trivia
- Ann Petersen kon wegens gezondheidsproblemen niet met alle shows meedoen en is dus niet te zien op de opname van deze Kerstshow. De andere acteurs namen haar tekst dan over. Ze is dus ook niet vermeld in het verhaal.